# Home Nations Championship 1906
L'Home Nations Championship 1906 (in gallese Pencampwriaeth Rygbi'r Pedair Gwlad 1906) fu la 24ª edizione del torneo annuale di rugby a 15 tra le squadre nazionali di Galles, Inghilterra, Irlanda e Scozia.
Per la terza volta il torneo fu condiviso, essendo stato vinto in tandem da Irlanda e Galles, rispettivamente al loro quarto e quinto titolo.
Decisiva fu proprio l'ultima partita di entrambe, che le vide di fronte nel penultimo turno di competizione a Belfast.
Fu l'Irlanda a battere il Galles impedendole la conquista della Triple Crown e la vittoria a punteggio pieno, e affiancandola in testa alla classifica costringendola così alla condivisione della vittoria finale.
Nell'ultimo impegno di stagione l'Inghilterra batté la Scozia a Inverleith e, oltre a conquistare la Calcutta Cup, evitò il whitewash e l'imbarazzante ultimo posto a zero punti.
Il valore delle marcature, come stabilito dall’IRFB nel 1905, era: 3 punti per ciascuna meta (5 se trasformata), 3 punti per la realizzazione di ciascun calcio piazzato o mark, 4 punti per la realizzazione di ciascun drop.

## Nazionali partecipanti e sedi
| Squadra     | Città              | Impianto interno                    |
| ----------- | ------------------ | ----------------------------------- |
| Galles      | Cardiff            | Arms Park                           |
| Inghilterra | Leicester Richmond | Welford Road Athletic Ground        |
| Irlanda     | Belfast Dublino    | Balmoral Showgrounds Lansdowne Road |
| Scozia      | Edimburgo          | Inverleith Sports Ground            |

## Risultati
| Arbitro: | A. Jardine |

|        |    |                                             |
| Hudson | mt | J. Hodges T. Morgan H. Maddock C. Pritchard |
|        | tr | Winfield                                    |

| Arbitro: | J.W. Allen |

|                                  |      |         |
| J. Hodges H. Maddock C.Pritchard | mt   |         |
|                                  | c.p. | MacLeod |

| Arbitro: | Ack Llewellyn |

|                    |    |                            |
| Jago Mills Simpson | mt | Telford (2) Maclear Purdon |
| Vivyan             | tr | Gardiner Maclear           |

| Arbitro: | Vincent Cartwright |

|                 |      |                          |
| J.C. Parke Robb | mt   | Bedell-Sivright P. Munro |
|                 | tr   | MacCallum (2)            |
|                 | mark | MacLeod                  |

| Arbitro: | John Simpson |

|                        |    |                   |
| Thrift Wallace Maclear | mt | R. Gabe T. Morgan |
| Gardiner               | tr |                   |

| Arbitro: | J.W. Allen |

|        |    |                       |
| Purves | mt | Mills Raphael Simpson |

## Classifica
| Pos | Squadra     | G | V | N | P | PF | PS | DP  | Pt |
| --- | ----------- | - | - | - | - | -- | -- | --- | -- |
| 1   | Galles      | 3 | 2 | 0 | 1 | 31 | 17 | +14 | 4  |
| 2   | Irlanda     | 3 | 2 | 0 | 1 | 33 | 25 | +8  | 4  |
| 3   | Scozia      | 3 | 1 | 0 | 2 | 19 | 24 | −5  | 2  |
| 4   | Inghilterra | 3 | 1 | 0 | 2 | 18 | 35 | −17 | 2  |